# 托尔梅斯河畔阿尔瓦之战
托尔梅斯河畔阿尔瓦之战（法语：Bataille d'Alba de Tormes）发生于1809年11月28日。此役中，由弗朗索瓦·艾蒂安·德·凯勒曼指挥的法国军团袭击了由德尔帕克公爵迭戈·德·卡尼亚斯·波托卡雷罗率领的西班牙军队。法军在渡过托尔梅斯河时发现西班牙军队，凯勒曼没有等待让·加布里埃尔·马尔尚手下的步兵抵达，而是直接带领法国骑兵进行了一系列冲锋，将岸边的西班牙部队击溃，西班牙人损失惨重。那年冬天，德尔帕克的军队被迫在山区避难。阿尔瓦位于西班牙萨拉曼卡东南部21公里。此役发生在拿破仑战争的半岛战争期间。
西班牙最高中央和王国的执政军政府计划在1809年秋天对马德里发动两面合作的进攻。在西部，德尔帕克公爵的左翼军队在对抗马尔尚弱小的第六军团时取得了一些胜利。当西班牙将军得知在奥卡尼亚的另一个攻势被击溃时，他转身开始迅速向南撤退。与此同时，马尔尚得到了凯勒曼手下的龙骑兵师的增援。接管指挥权后，凯勒曼开始追击西班牙左翼军团，在托尔梅斯河畔阿尔瓦追上了西班牙人。在步兵还未到场时，法国龙骑兵和轻骑兵就已经扑向西班牙步兵并将其击败。马尔尚的步兵随后赶到进行扫荡，但骑兵已经完成了大部分战斗。德尔帕克的人溃逃到山里，在那里他们度过了痛苦的几个月。

## 背景
到1809年夏天，西班牙最高中央和王国的执政军政府因其对战争的不当指挥而受到严厉批评。西班牙人民要求召集旧时代的议会，军政府不情愿地同意了。最终，加的斯议会成立，但直到那一天到来之前，军政府继续行使权力。此时的军政府急于证明其继续存在的合理性，因此想出了希望能赢得战争的战略。
阿瑟·韦尔斯利拒绝派遣任何英国士兵的消息并没有吓倒军政府，西班牙人计划发起旨在夺回马德里的两面攻势。他们用德尔帕克公爵迭戈·德·卡尼亚斯·波托卡雷罗取代了拉罗马纳侯爵佩德罗·卡罗，担任加利西亚和阿斯图里亚斯的部队指挥官。德尔帕克很快就在罗德里戈城集结了30,000名士兵，而且还有更多人在路上。在马德里南部，胡安·卡洛斯·德·阿雷萨加在拉曼恰部队中集结了50,000多名装备精良的士兵。这两人的部队将被在塔拉韦拉附近行动的阿尔伯克基公爵协助。10,000人的塔拉韦拉部队旨在当主力部队向马德里推进时将一些法国部队压制在适当的位置。
1809年秋天，德尔帕克的军团共有52,192人，分为一个骑兵师和六个步兵师。 罗德里戈城有3,817名士兵驻守。

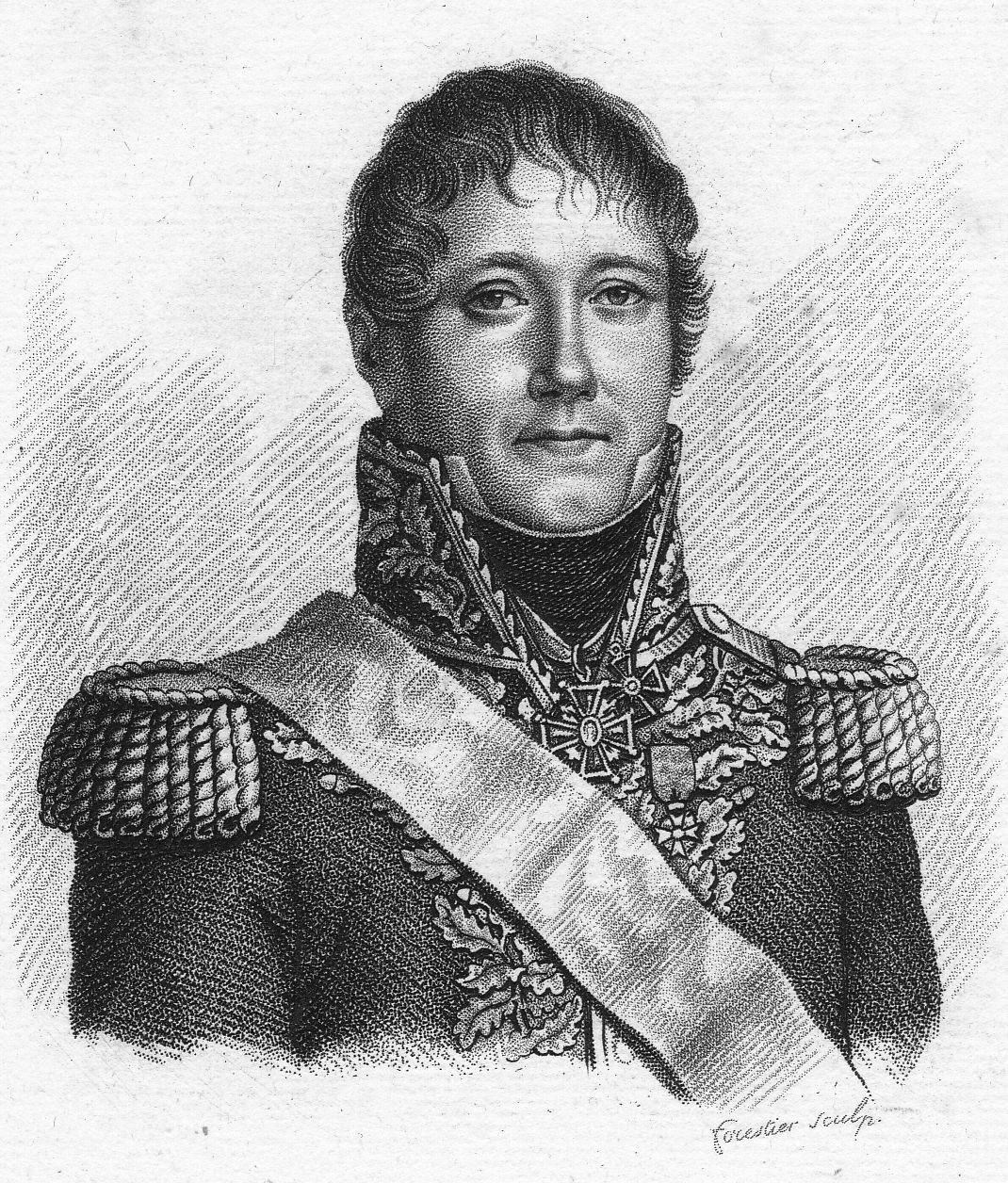
马尔尚将军指挥的法国部队被西班牙军队击败

随着米歇尔·内伊元帅撤回法国休假，让·加布里埃尔·马尔尚接管了驻扎在萨拉曼卡的第六军团。该军团于1809年初被迫离开加利西亚，并参与了7月塔拉韦拉战役后的行动。在艰苦的战役后，该军团缺乏增援，导致战斗状态并不好。此外，马尔尚的能力和内伊相差太大。充满对西班牙对手的蔑视，过度自信的马尔尚向萨拉曼卡西南进发。在1809年10月18日的塔玛斯战役中，法军惨败。法军有1,400人伤亡。西班牙的伤亡人数只有700人。战斗结束后，巴列斯特罗斯的师加入了德尔帕克，为他提供了30,000名士兵。随着西班牙人的推进，马尔尚放弃了萨拉曼卡，德尔帕克的人于10月25日占领了这座城市。
马尔尚向北撤退到杜罗河上的托罗镇。在这里，弗朗索瓦·艾蒂安·德·凯勒曼加入了他的行列，凯勒曼有1,500名步兵和一个3,000人的龙骑兵师。凯勒曼指挥法军向上游进军，在托德西拉斯穿过南岸。在尼古拉斯·戈迪诺将军支持下，凯勒曼直接向萨拉曼卡进军，向德尔帕克发起了挑战。西班牙人后退，放弃萨拉曼卡，向南撤退。与此同时，莱昂省的游击队变得非常活跃。凯勒曼离开了控制萨拉曼卡的第六军团，然后跑回莱昂镇压起义。
阿尔伯克基成功地按计划在塔拉韦拉附近牵制了一些法军，但当他发现阿雷扎加的军队在11月19日的奥卡尼亚战役中被摧毁时，他明智地撤离了法国人的控制范围。与此同时，德尔帕克听说戈迪诺的旅和皮埃尔-路易·比内·德·马尔科涅将军的旅正在向马德里进军。尽管他被指示加入阿尔伯克基，但他却再次前往萨拉曼卡，将第六军团的一个旅赶出托尔梅斯河畔阿尔瓦。德尔帕克于11月20日占领了萨拉曼卡。德尔帕克随后向梅迪纳德尔坎波推进。11月23日，马科涅特旅从塞哥维亚返回，而马蒂厄·德拉巴斯旅的将军则从托德西拉斯抵达。就在这时，德尔帕克的部队出现在视野中，两军在卡皮奥发生了一场小规模的冲突。法国骑兵最初击退了西班牙骑兵，但被巴列斯特罗斯的步兵击退。
11月24日，凯勒曼在瓦尔德斯蒂拉斯附近的杜罗河上集结了16,000名法国士兵。法国人寡不敌众，准备进行阻击战。但是在这一天，西班牙人得知了奥卡尼亚灾难的消息。了解到这一可怕的事件意味着法国人可以腾出大量士兵来追击他的军队后，德尔帕克向南狂奔，打算在西班牙中部的山区避难。11月25日，德尔帕克突然溜走，以至于凯勒曼直到第二天才开始追击。两天来，法国人还是无法赶上他们的对手。但在11月28日下午，他们的轻骑兵发现西班牙军队在托尔梅斯河畔阿尔瓦扎营。

## 战斗

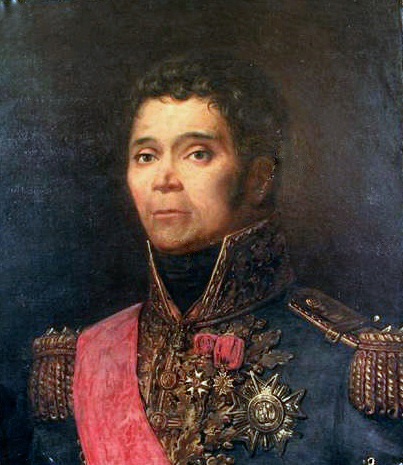
弗朗索瓦·德·凯勒曼

德尔帕克认为他已经超出了凯勒曼的袭击范围，因此变得粗心大意。他让他的军队在横跨托尔梅斯河的不利位置扎营。由于骑兵巡逻队的巡逻地点离营地太近，他们没有对法国人的到来给予足够的警告。凯勒曼带着他的轻骑兵前卫决定立即进攻。他担心如果等待马尔尚的步兵，西班牙人将有时间在托尔梅斯后面建立防线。这一决定意味着没有支援的法国骑兵将攻击更大的西班牙骑兵、步兵和炮兵部队。
凯勒曼的部队此时只有不到3,000名骑兵和12门立即可用的火炮。
驻扎在托尔梅斯河畔阿尔瓦东岸的西班牙军队仓促组成阵型正面对抗法军。此外还有1,200名骑兵镇守整个战线。为了应对威胁，德尔帕克公爵将18,000至21,300名步兵、1,500名骑兵和18门火炮组成阵线抵抗法军骑兵。
凯勒曼迅速将他的八个骑兵团编成四线。法军的3,000名骑兵向前冲锋，迅速摧毁西班牙的骑兵，撞向西班牙的右侧阵地。这次袭击破坏了西班牙的防线。大约2,000名西班牙人扔下他们的火枪投降，其余的人逃过桥。法国人还缴获了一门火炮。德尔帕克此时无法调动他的另外两个师，因为桥梁上挤满了惊慌失措的士兵。于是他将部队部署在河边，以掩护其他人撤退。
在危机期间，两个西班牙步兵师的一部分人组成方阵抵挡法军骑兵。凯勒曼组织了对完整方阵的第二次进攻，但西班牙士兵保持稳定并击退了法国骑兵。由于他的步兵仍然在后方，凯勒曼试图通过发动袭击来牵制西班牙人的撤退。在两个半小时的袭击后，这一战术成功地牵制了西岸的西班牙士兵。马尔尚的步兵和炮兵此时终于出现在了战场上。意识到他的手下将被法军围攻歼灭，西班牙指挥官下令全军立即撤退。但此时法国骑兵发起了总攻，对西班牙人造成更大的损失，但大部分西班牙军队在昏暗的灯光下成功越过了桥。马尔尚的先锋步兵将一些西班牙散兵清理出阿尔瓦，并俘获了另外两门火炮。

## 结果
德尔帕克公爵命令他的军队连夜撤退。行动中，一群惊慌失措的骑兵在行军纵队中发生踩踏事件，交战的三个西班牙师减员得很厉害，其他士兵也逃走了。西班牙人有3,000人阵亡、受伤和俘虏，外加九门大炮、五面战旗，以及他们的大部分辎重。法军在行动中伤亡300至600人。
德尔帕克随后在加塔山脉的圣马丁德特雷韦霍建立了他的冬季营地，并开始重新集结他的部队。他曾在阿尔瓦的时候有32,000人，但一个月后只能集结26,000名士兵。在军队驻扎的荒凉地区，饥肠辘辘的部队有时被迫以橡子为生。到1月中旬，西班牙军队已有9,000人死亡或因饥饿和疾病而不能够继续作战。
在奥卡尼亚和阿尔瓦的失败对西班牙的抵抗事业造成了灾难性的影响。随着西班牙军队的严重削弱，安达卢西亚暴露在法军眼前。直到11月14日还表现乐观的威灵顿也开始担心法国人可能会再次入侵葡萄牙。

## 引注
1. 1 2 3 4 5 6  Bodart 1908，第415頁.
2. 1 2 3 4 5  Oman 1902c，第99頁.
3. ↑  Rickard, J. . HistoryofWar.org.   [14 February 2022]. （原始内容存档于2019-12-31）.
4. ↑  Gates 2002，第194頁.
5. ↑  Gates 2002，第194-196頁.
6. ↑  Gates 2002，第494頁.
7. ↑  Smith 1998，第333-334頁.
8. ↑  Gates 2002，第197-199頁.
9. ↑  Gates 2002，第199頁.
10. ↑  Oman 1902c，第97頁.
11. 1 2 3 4  Smith 1998，第336頁.
12. ↑  Oman 1902c，第98頁.
13. ↑  Gates 2002，第204頁.
14. 1 2  Oman 1902c，第100頁.
15. 1 2  Oman 1902c，第101頁.
16. ↑  Gates 2002，第205-206頁.